# Stazione di Sugano
La Stazione di Sugano (菅野駅?, Sugano-eki) è una stazione ferroviaria della città di Ichikawa, nella prefettura di Chiba, in Giappone, e servente la linea principale Keisei delle ferrovie Keisei.
Direttamente sotto questa stazione è previsto il passaggio dell'autostrada Tōkyō Gaikan.

## Linee
Ferrovie Keisei
● Linea principale Keisei

## Struttura
La stazione è dotata di due binari passanti in superficie con un marciapiede a isola, collegato alle uscite da un sovrappassaggio.
| 1 | ■ Linea principale Keisei | per Aoto, Nippori, Keisei Ueno per Oshiage, linea Asakusa e linea Keikyū principale |
| 2 | ■ Linea principale Keisei | per Funabashi, Narita Aeroporto e Keisei-Chiba                                      |

## Stazioni adiacenti
| «                                 | Servizio                | »                       |
| Linea Keisei principale           | Linea Keisei principale | Linea Keisei principale |
| --------------------------------- | ----------------------- | ----------------------- |
| Ichikawa-Mama                     | Locale                  | Keisei Yawata           |
| Tutti gli altri treni non fermano |                         |                         |